# Asz-Szanajina
Asz-Szanajina – wieś w Egipcie, w muhafazie Asjut. W 2006 roku liczyła 5726 mieszkańców.